# Museo di Norrbottens
Il Museo di Norrbottens è il museo della contea di Norrbotten, in Svezia, e si trova nel centro di Luleå con un archivio e una biblioteca associati a Björkskatan.
Uno dei 24 musei di contea della Svezia, il Museo di Norrbottens mira a preservare e trasmettere la storia culturale di Norrbotten. La sua collezione comprende archeologia, etnologia, arte, storia e cultura. Il museo copre l'intera contea, che copre un quarto della Svezia, e gli esperti museali lavorano in tutta la regione per aiutare a gestire progetti culturali, mostre, ricerche archeologiche e attività pedagogiche.
Il museo è stato fondato nel 1886 e ha una grande collezione di immagini e oggetti associati a Norrbotten. L'archivio di immagini del museo contiene più di 2 milioni di immagini.

## Storia
Già nel 1878, J.A. Wikström, direttore dell'azienda New Gellivara Co. società di legname e estrazione mineraria, ha iniziato a raccogliere e immagazzinare oggetti da Norrbotten. Il 20 settembre 1886, i leader della città di Luleå fondarono il Norrbottens Museiförening per curare ed espandere la collezione Gellivara in un museo completo. La collezione era inizialmente ospitata in uno spazio preso in prestito, ma nel luglio 1936 il museo si trasferì in un nuovo edificio dedicato progettato dall'architetto Eberhard Lovén.
Il Museo di Norrbottens è stato un pioniere nella cooperazione pan-scandinava tra i musei, lavorando già alla fine degli anni '60 con il Museo Tromsø in Norvegia e il Museo dell'Ostrobotnia settentrionale a Oulu, in Finlandia, per organizzare mostre e tour congiunti. Questo sforzo ha portato alla fondazione alla fine degli anni '70 dello sforzo cooperativo Nordkalottmuseet (Museo Artico dei Paesi Nordici).